# Asplenium dareoides
Asplenium dareoides är en svartbräkenväxtart som beskrevs av Nicaise Augustin Desvaux. Asplenium dareoides ingår i släktet Asplenium och familjen Aspleniaceae. Inga underarter finns listade.